# Sequeiros (Asturias)
Sequeiros es una entidad de población española, hoy día despoblada, de la parroquia de Pesoz, perteneciente al municipio del mismo nombre, en la comunidad autónoma de Asturias. 

## Historia
Hacia mediados del siglo XIX, el lugar era referido ya como perteneciente a Pesoz. En 2023, la entidad singular de población, encuadrada dentro de la entidad colectiva de Pesoz, no tenía empadronado ningún habitante.